# 新寺駅
新寺駅（しんじえき）は中華人民共和国陝西省西安市灞橋区に位置する西安地下鉄西安地下鉄14号線の駅。

## 概要
- 2021年6月29日 - 開業[1]。